# Rumpler 6B
Il Rumpler 6B era un idrocaccia monomotore biplano sviluppato dall'allora azienda tedesco imperiale Rumpler Flugzeugwerke GmbH negli anni dieci del XX secolo.
Evoluzione del precedente caccia basato a terra Rumpler C.I, venne introdotto nel 1916 come equipaggiamento dei reparti aerei della Kaiserliche Marine, la marina militare tedesco imperiale, incaricati della difesa aerea delle stazioni navali affacciate al Mare del Nord durante le fasi iniziali della prima guerra mondiale.

## Storia del progetto
Durante il periodo iniziale del primo conflitto mondiale, il rapido sviluppo tecnologico dell'arma aerea nelle contrapposte nazioni degli Imperi centrali e della Triplice intesa costrinse la Kaiserliche Marine a valutare la necessità di difendere efficacemente lo spazio aereo attorno alle stazioni navali sulla costa del Mare del Nord dotandole di un versatile aeromobile in grado di operare dalla superficie dell'acqua.
Al fine di soddisfare questa esigenza alcune aziende aeronautiche tedesche iniziarono lo sviluppo di velivoli idonei a ricoprire quel ruolo derivandoli da modelli "terrestri" come l'Albatros W.4 e l'Hansa-Brandenburg KDW (o W.9). La Rumpler Flugzeugwerke, analogamente, affidò al proprio ufficio tecnico l'incarico di sviluppare un progetto basandosi sul ricognitore armato biposto Rumpler C.I. Il disegno originale introdusse alcune sostanziali modifiche tra cui, oltre la necessaria sostituzione del convenzionale carrello d'atterraggio con una coppia di grandi galleggianti, lo spostamento in avanti dell'ala, l'adozione di una pinna per compensare la diminuita stabilità direzionale e la rimozione del secondo abitacolo.
Il prototipo venne portato in volo per la prima volta nel corso del 1916 e, dopo che venne valutato positivamente dalla commissione esaminatrice della marina, avviato alla produzione in serie quello stesso anno. Gli esemplari di produzione vennero interessati da una modifica all'impennaggio, con la leggera diminuzione dell'area delle superfici orizzontali, e dotati come armamento offensivo di una singola mitragliatrice LMG 08/15 "Spandau" calibro 7,92 mm montata sul lato sinistro del blocco motore.
La versione iniziale del modello, identificata come 6B-1, venne prodotta in un totale di 39 unità, 38 delle quali consegnate entro maggio 1917. Seguì una seconda versione, sostanzialmente diversa dalla prima, identificata come 6B-2 ed introdotta nell'ottobre 1917. Questa manteneva la motorizzazione Mercedes D.III ma era più simile al Rumpler C.IV, dalle dimensioni superiori e superfici orizzontali dell'impennaggio più arrotondate. Nonostante fornissero prestazioni inferiori i 6B-2 vennero prodotti in 49 unità, consegnate tra l'ottobre 1917 ed il gennaio 1918 assieme gli esemplari del 6B-1 restanti all'evasione dell'ordine.

## Impiego operativo
I Rumpler 6B furono principalmente utilizzati nelle stazioni navali della Kaiserliche Marine di Ostenda e Zeebrugge. Solo alcuni vennero dislocati nell'area del Mar Nero per contrastare eventuali incursioni da parte dei velivoli dell'impero russo.

### Bulgaria
I due 6B-1 dislocati presso la stazione navale di Peynerdjik, vicino a Varna sulla costa del Mar Nero, furono trasferiti nel giugno 1918 alla Marina militare del Regno di Bulgaria, la quale li utilizzò dopo il termine del conflitto in operazioni di sminamento. Nel 1920 entrambi gli esemplari vennero distrutti in accordo con le clausole del trattato di pace.

### Finlandia
Nel febbraio 1918 la Guardia Bianca finlandese ordinò un Rumpler ed altri sette velivoli tedeschi. L'esemplare rimase distrutto in un incidente nel 1918. Nello stesso anno venne acquistato un secondo Rumpler dalla Germania a Tallinn che rimase in servizio fino al 1925.

## Esemplari attualmente esistenti
Risulta un unico esemplare ancora esistente tra i velivoli in possesso all'Hallinportti Aviation Museum, pur non esposto al pubblico ma conservato tra i modelli in deposito in attesa di restauro.

## Utilizzatori
Bulgaria
- Voennomorski sili na Balgariya

 Finlandia
- Suomen ilmavoimat

 Germania
Kaiserliche Marine
 Paesi Bassi
- Koninklijke Marine - Marine Luchtvaartdienst